# Bartholomeus van der Helst
Bartholomeus van der Helst of Bartelt (Haarlem, 1613 - Amsterdam, begraven 16 december 1670) was een Nederlands kunstschilder uit de 17de eeuw. Hij schilderde voornamelijk individuele portretten, maar ook groepsportretten van regenten en schutters. Buiten deze stukken zijn er slechts één historiestuk, één naakt en één stadsgezicht van hem bekend.
De wat lossere en gladdere stijl van Van der Helst kwam in het midden van de 17de eeuw in de mode en verdrong de meer psychologische van Rembrandt, zijn grote concurrent. Een aantal van Rembrandts leerlingen, zoals Ferdinand Bol en Govert Flinck, nam de gladde stijl van Van der Helst over.

## Levensloop

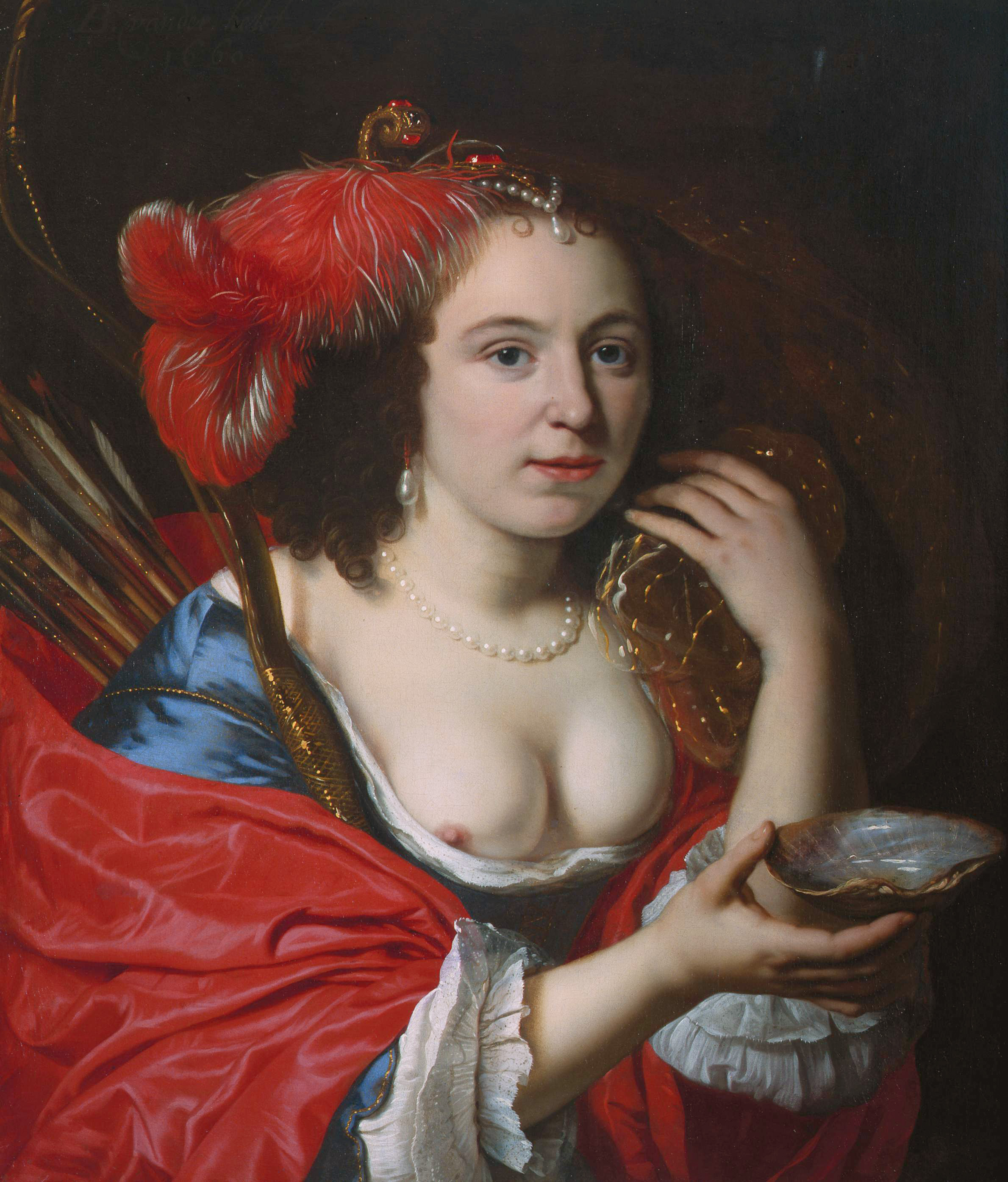
Portret van een vrouw uit 1660 waarop zij als de Perzische prinses Granida is afgebeeld met een boog en pijlen over haar rechterschouder en een schelp met water in haar rechterhand. De Nationale Galerie Praag is ook in het bezit van de tegenhanger, een portret van een man ook uit 1660, waarop de man als de herder Daifilo uit het toneelstuk Granida is weergegeven.

Van der Helst werd geboren in Haarlem als zoon van een herbergier uit de Grote Houtstraat. Over zijn geboortedatum en leertijd is weinig bekend. Hij is vermoedelijk in 1636 naar Amsterdam verhuisd, waar hij op 4 mei met de 18-jarige Anna du Pire trouwde in de Nieuwe Kerk. Van der Helst was zeer waarschijnlijk een leerling van Nicolaes Eliasz. Pickenoy. Net als Rembrandt en Frans Hals is hij nooit in Italië geweest. Het vroegste werk van Van der Helst dateert uit 1637, een regentenstuk bestemd voor het Walenweeshuis.
Van der Helst is bekend als de toonaangevende portretschilder van de Amsterdamse elite, die door hem is afgebeeld in elegante en zelfbewuste posities. Van der Helst portretteerde Sophia Trip, Margaretha Trip, de admiralen Enno Doedes Star, Egbert Bartolomeusz Kortenaer, Johan de Liefde, Gideon de Wildt, Aert en Jan Jansse van Nes, de Amsterdamse burgemeesters Frans Banning Cocq en Andries Bicker, en de kooplieden Pieter van de Venne, de schoonzoon van Pieter de Carpentier, Daniël Bernard, Jan J. Hinlopen, zijn broer Jacob en hun neef Jacob F. Hinlopen, maar ook Mary Stuart. Allaert van Everdingen, Jacob van Ruisdael en Jan Hackaert zouden hem hebben geholpen bij het schilderen van de landschappen op de achtergrond; Ludolf Bakhuizen bij het schilderen van schepen. Van der Helst schilderde zijn vakbroeders Jan van Goyen en een postuum portret van Paulus Potter. Van der Helst is als portretschilder daarmee de belangrijkste concurrent van Rembrandt van Rijn.

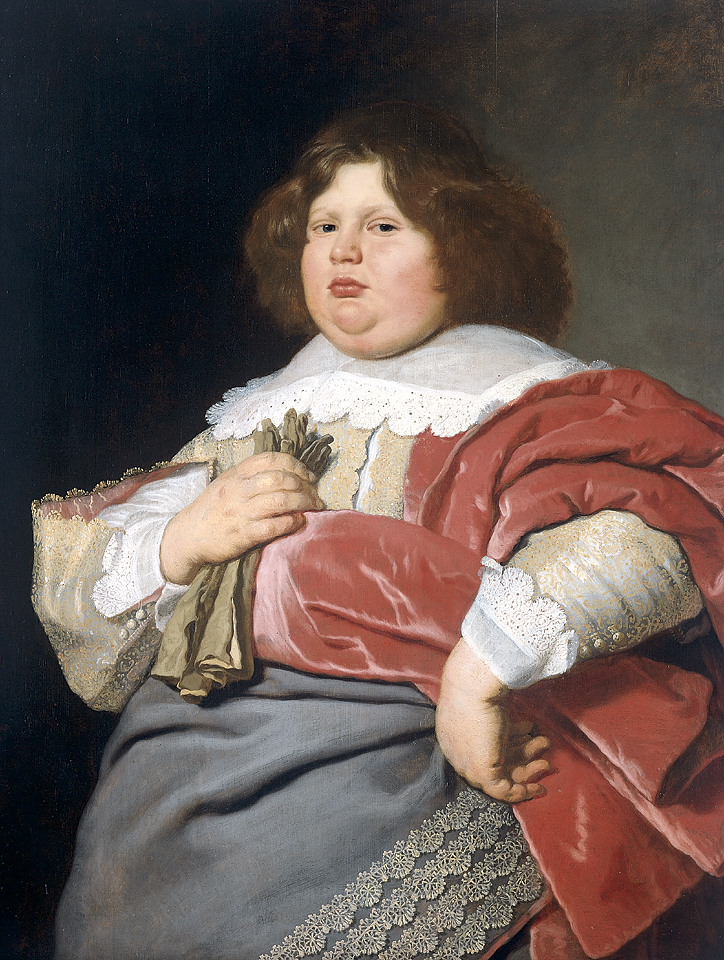
Van der Helsts beroemde schilderij Gerard Andriesz Bicker (1622 - 1666), heer van Engelenburg. Drost van Muiden (1640 - 1652) op 17-jarige leeftijd?

Van der Helst was nauw betrokken bij de oprichting van een Amsterdamse kunstbroederschap, naast het Sint-Lucasgilde samen met Nicolaes de Helt Stockade en Johan Huydecoper van Maarsseveen. In 1653 en 1654 (?) zijn feesten gehouden in de Voetboogdoelen om de oprichting te vieren. Ook Artus Quellinus en Vondel waren aanwezig. Jan Vos maakte een gedicht:« Strijd tusschen de Doodt en Natuur of Zeege der Schilderkunst ». Waarschijnlijk droeg Thomas Asselijn zijn Broederschap der Schilderkunst voor en is het gedicht een jaar later uitgegeven.

## Werken
Zijn vroege werk boeit door een ongelooflijke vaardigheid en vlotheid, een technisch kunnen en een frappante gelijkenis van de portretten. Hij lijkt zich een zo groot mogelijke helderheid en precisie ten doel gesteld te hebben. Wat zou ontbreken is een vonkje genialiteit of een moeizaam scheppingsproces.
Een hoogtepunt vormt zijn schuttersstuk De Schuttersmaaltijd Ter Viering Van De Vrede Van Münster uit 1648, een schilderij dat volgens Arnold Houbraken tot de belangrijkste schilderijen aller tijden behoort. De stijl doet sterk denken aan die van Frans Hals, die evenals hij uit Haarlem kwam, maar geen succes had en meer opzien baarde dan instemming en zich op dat moment in grote financiële moeilijkheden bevond.
Het werk is bewonderd door Godfrey Kneller, Joshua Reynolds en William Thackery. Op dit schilderij wordt de viering van de Vrede van Münster getoond. Jacob Banning zit in het midden en Cornelis Jan Witsen met kapiteinshoed gelukwenst Johan van Waveren (1613-1670).
In de negentiende eeuw werd gedacht dat een deel van het doek was afgehaald; op kopieën (zoals een prent van Jacob Cats uit 1779) zijn de achterwand en het raam veel hoger, en is zelfs een stuk van het plafond zichtbaar. Dat klopt echter niet. We weten precies voor welke plek het schilderij is gemaakt: boven de schouw in de Oude Sael van de Handboogdoelen op het Singel waar een niet hoger schilderij dan dit kon hangen. Door het raam is nog wat van de bebouwing aan de overkant van de gracht te zien: een pand van Philip Vingboons, tegenwoordig bekend als Odeon.

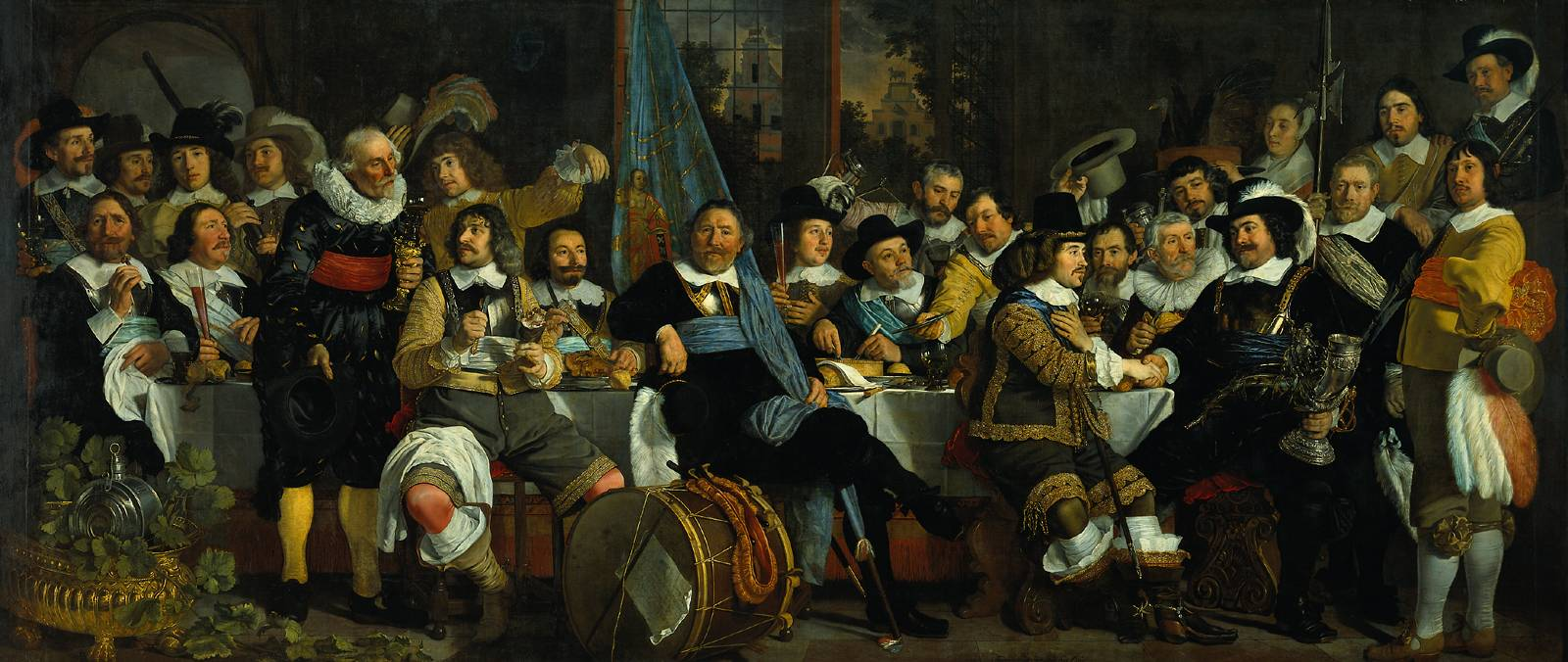
Schuttersmaaltijd in de Voetboogdoelen te Amsterdam ter ere van de Vrede van Munster, 18 juni 1648. Rijksmuseum.

Van der Helst schilderde in 1653 de regenten van de Voetboogdoelen. Dit werk bevindt zich nu in het Amsterdam Museum en een kopie ernaar is in het Louvre te zien. In 1655 schilderde hij een doelherenstuk voor de Kloveniersdoelen.
Eind december 1667 en begin 1668 bracht Cosimo III de' Medici een bezoek aan wel vijftien schilders in vier maanden tijd, waaronder Van der Helst, die een zelfportret leverde voor de portretgalerij in het Uffizi.
Van der Helst werd 16 december begraven in de Waalse kerk, op een steenworp afstand van zijn atelier op het Walenpleintje. Zijn weduwe bood in 1671 haar collectie van schilderijen van Frans Floris, Simon de Vos, Goltzius, Adriaen Brouwer, Pieter Lastman, Marcus Gerards de Jonge, Simon de Vlieger, Hendrik Gerritsz. Pot, Otto Marcelis, Willem van de Velde, etc. te koop aan.

## Werk in openbare collecties (selectie)
- Rijksmuseum Amsterdam
- Amsterdam Museum
- Lijst van schilderijen van Bartholomeus van der Helst
- Muzeum Powiatowe w Nysie

## Trivia

Schutters van wijk VIII in Amsterdam onder leiding van kapitein Roelof Bicker. Schuttersstuk bestemd voor de Kloveniersdoelen, gesitueerd op de hoek van de Geldersekade en de Rechtboomsloot, voor de brouwerij voor Pieter Hulft. Uiterst links heeft de schilder zichzelf afgebeeld (1639 - 1642)

- Van der Helst werd gedurende zijn hele leven goed betaald voor zijn werk en woonde op toplocaties: op de Nieuwmarkt, tussen de Koning- en de Keizerstraat, en in de Nieuwe Doelenstraat.
- In 1648 gooide Anna du Pire een kan naar haar dienstmeid Cornelia Willems en liet haar door een knecht het huis uitjagen. Een ander incident betreft de mishandeling van het hondje van Van der Helst. In februari 1653 wordt hierover door enkele getuigen bij de notaris verhaald.[3]
- Begin maart 2007 werd bekend dat de erven Jacques Goudstikker het werk Kind op sterfbed (1645) van de schilder aan het stedelijk museum van Gouda schonken. Het werk was al in het bezit van het museum, maar het zou als roofkunst geretourneerd worden aan de erven Goudstikker.
- In de Amsterdamse wijk "De Pijp" zijn de straten vernoemd naar schilders. Bartholomeus van der Helst is hier vertegenwoordigd met het Van der Helstplein, de Eerste van der Helststraat en de Tweede van der Helststraat; Eerste en Tweede zijn geen voornamen, zoals Gerard Reve het eens gekscherend voorstelde.
- Jacob van der Helst, de kastelein van de Voetboogdoelen (Amsterdam), was géén broer van Bartholomeus.
- De schilder Lodewijk van der Helst (1642 - voor 1685) was een zoon van Bartholomeus. Susanna en haar broer Lodewijk kregen na het overlijden van hun moeder in 1679 onenigheid over de erfenis.[3]
- Sinds de tentoonstelling Het Gedroomde land in het Centraal Museum in 1993 worden twee portretten van een man en een vrouw als Granida en Daifilo in Nationale Galerie Praag geïdentificeerd als Van der Helst en zijn echtgenote Anna du Pire. De portretten zijn 1660 gedateerd. Het echtpaar was toen eind 40. De hier voorgestelde man en vrouw zijn echter veel jonger. Bovendien is de gelijkenis met het enige zekere zelfportret van 1667 weinig overtuigend.[24]

## Galerij

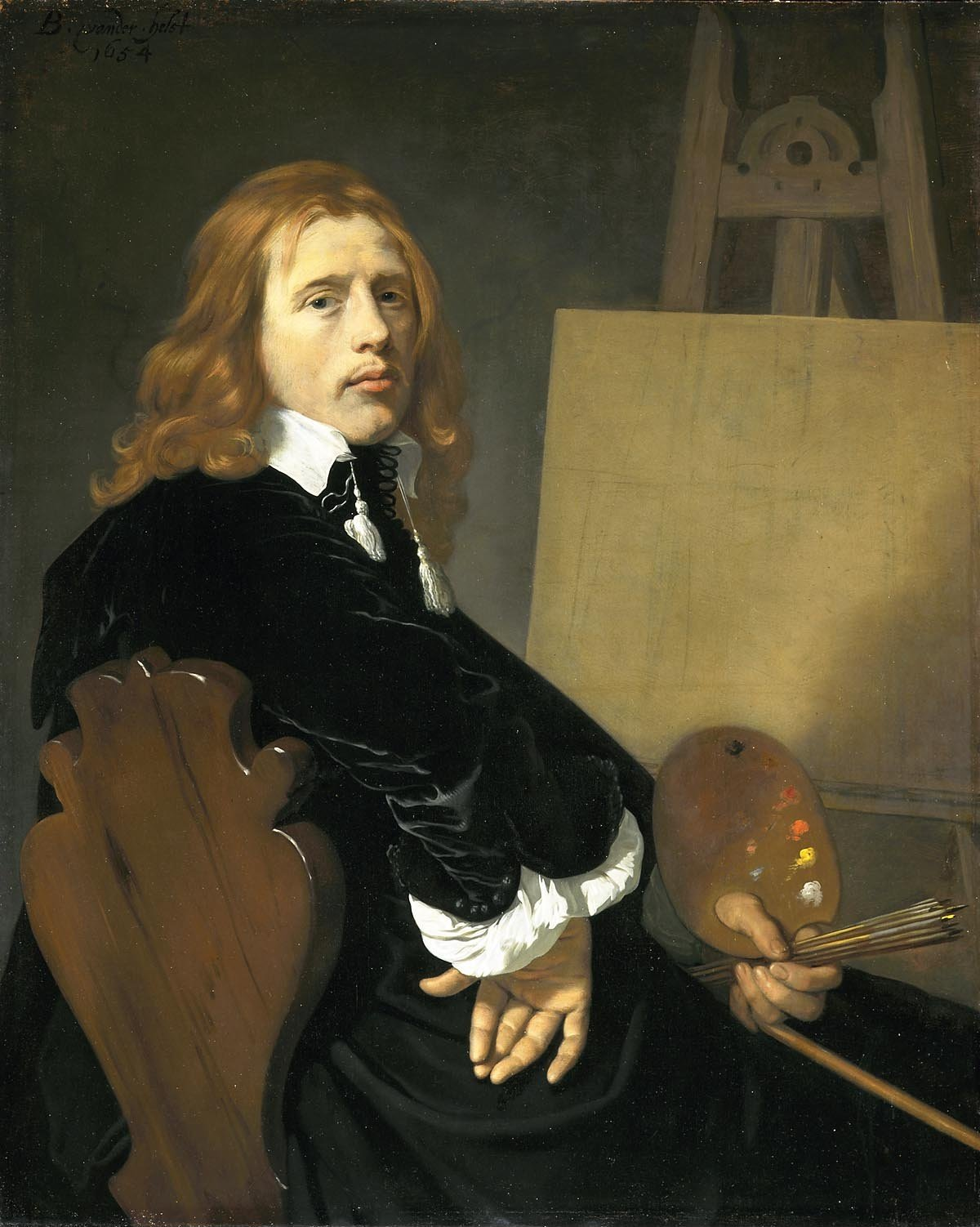
Portret van Paulus Potter
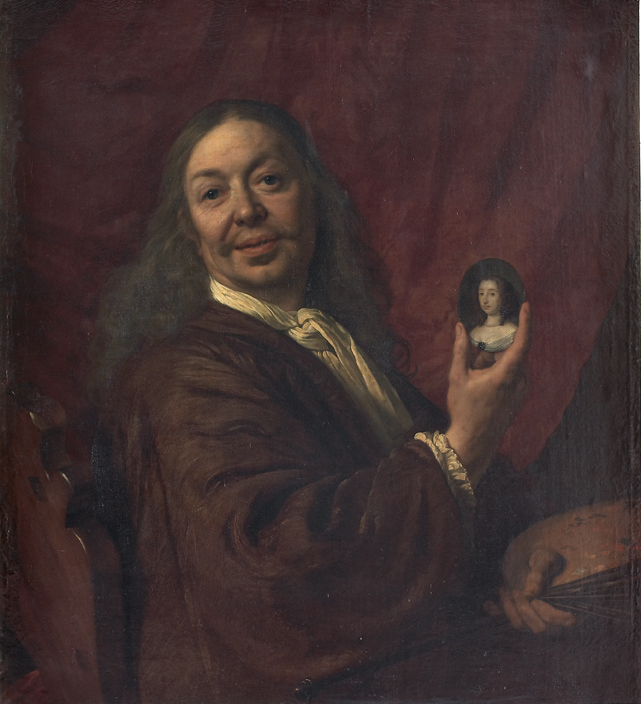
Zelfportret met miniatuur van Maria Henriëtte Stuart, 1667
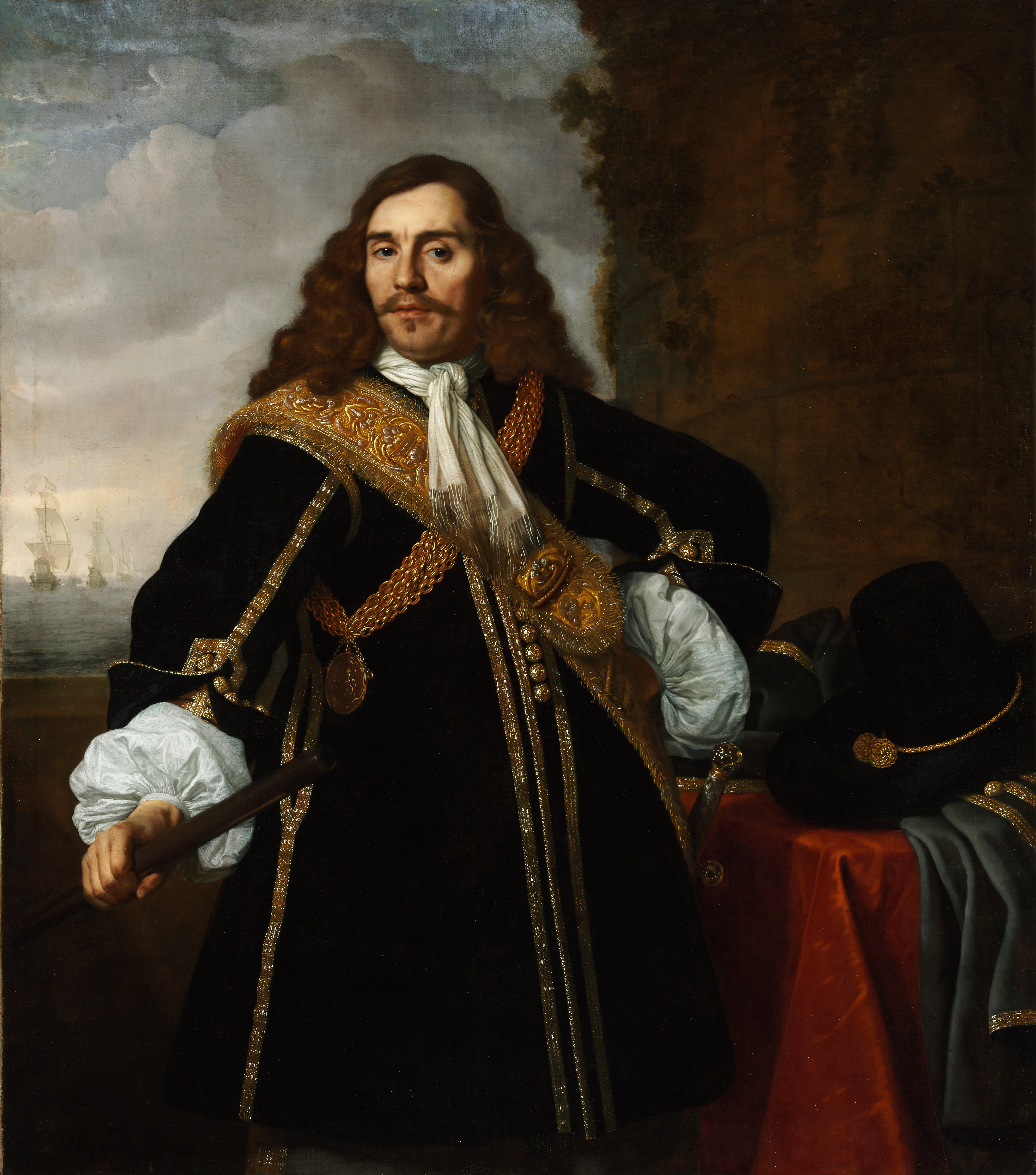
Portret van kapitein Gideon de Wildt
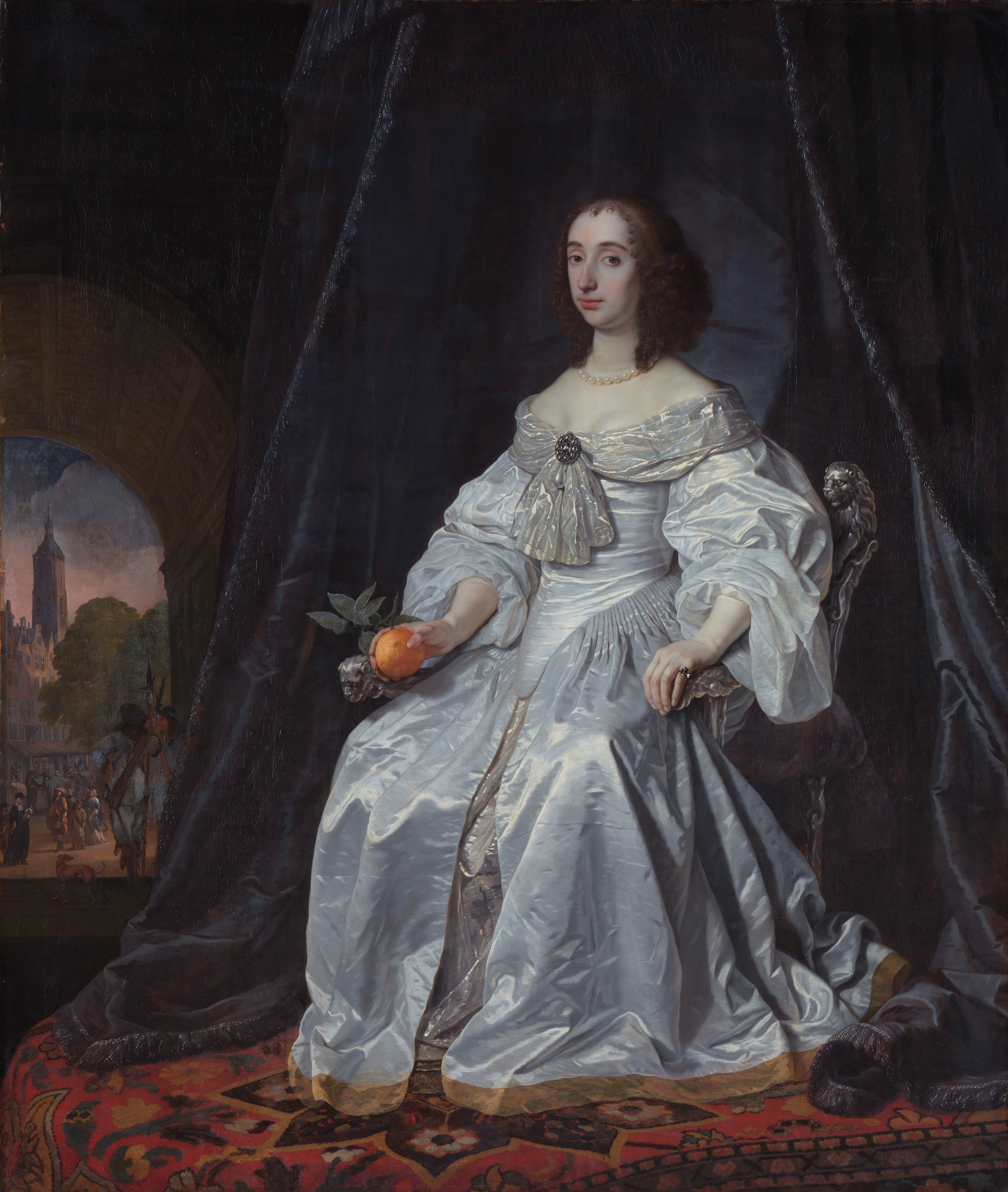
Maria Henriëtte Stuart
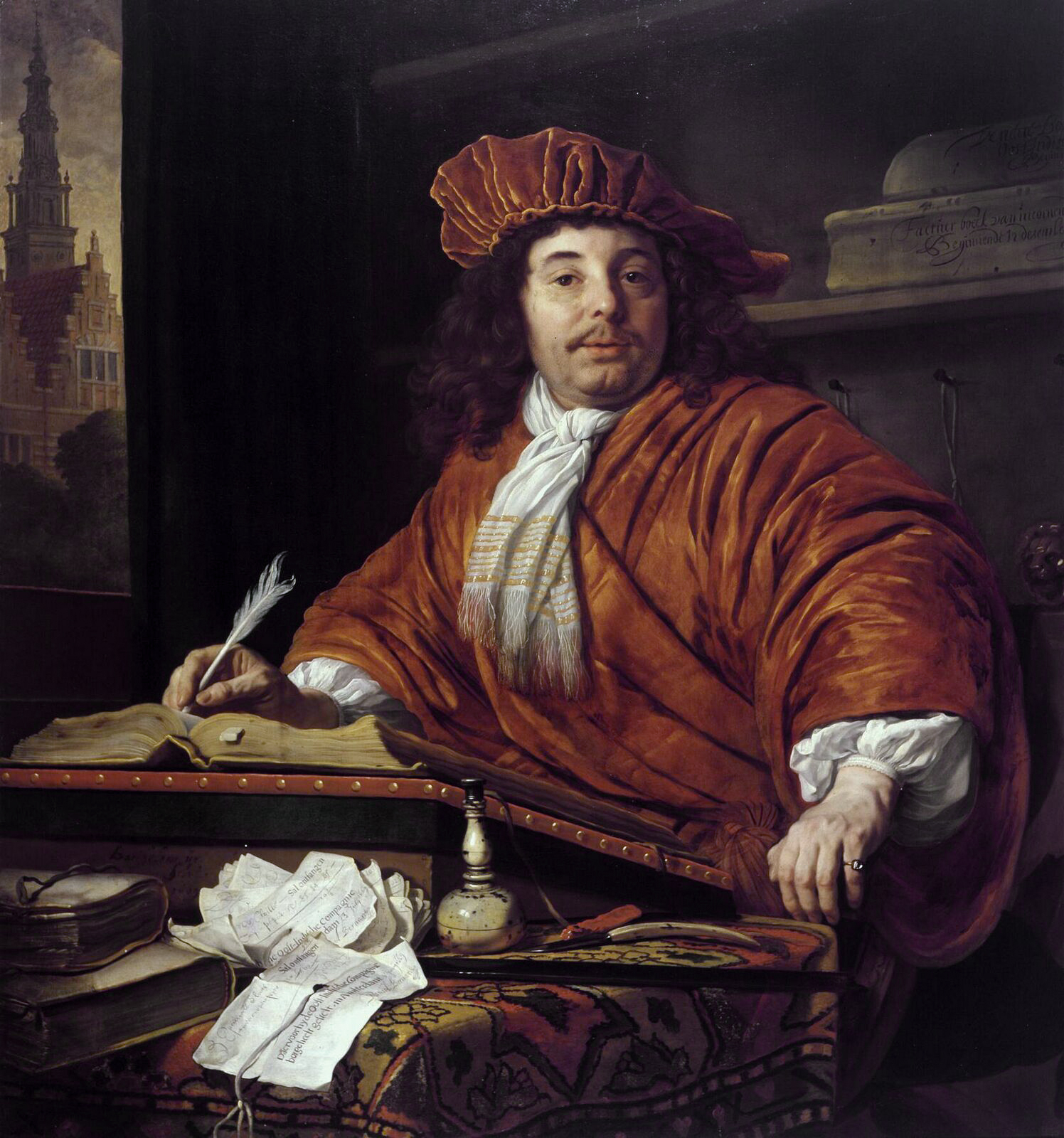
De scheepseigenaar Daniel Bernard
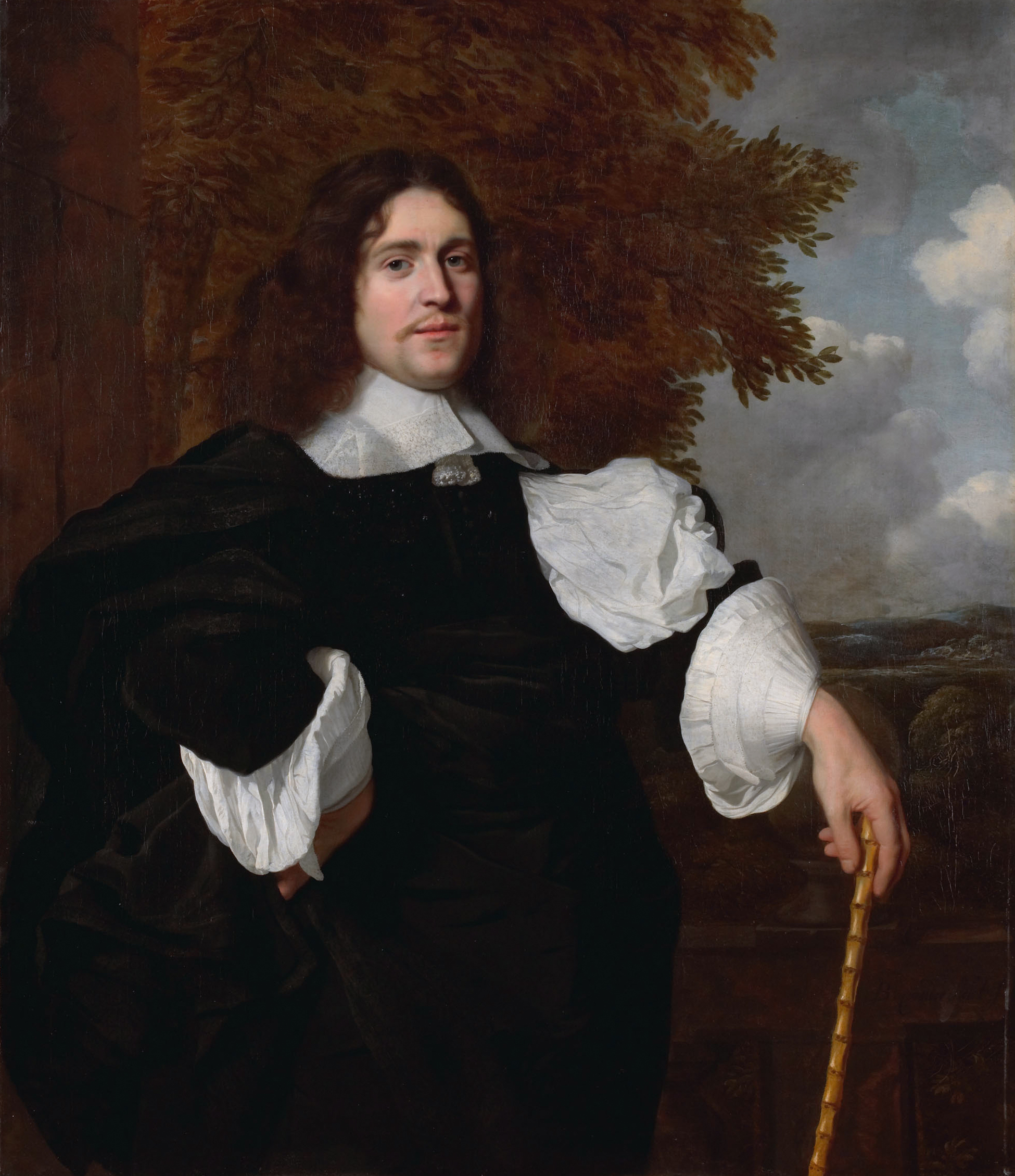
De wapenhandelaar Jacob Trip (1627-1670)
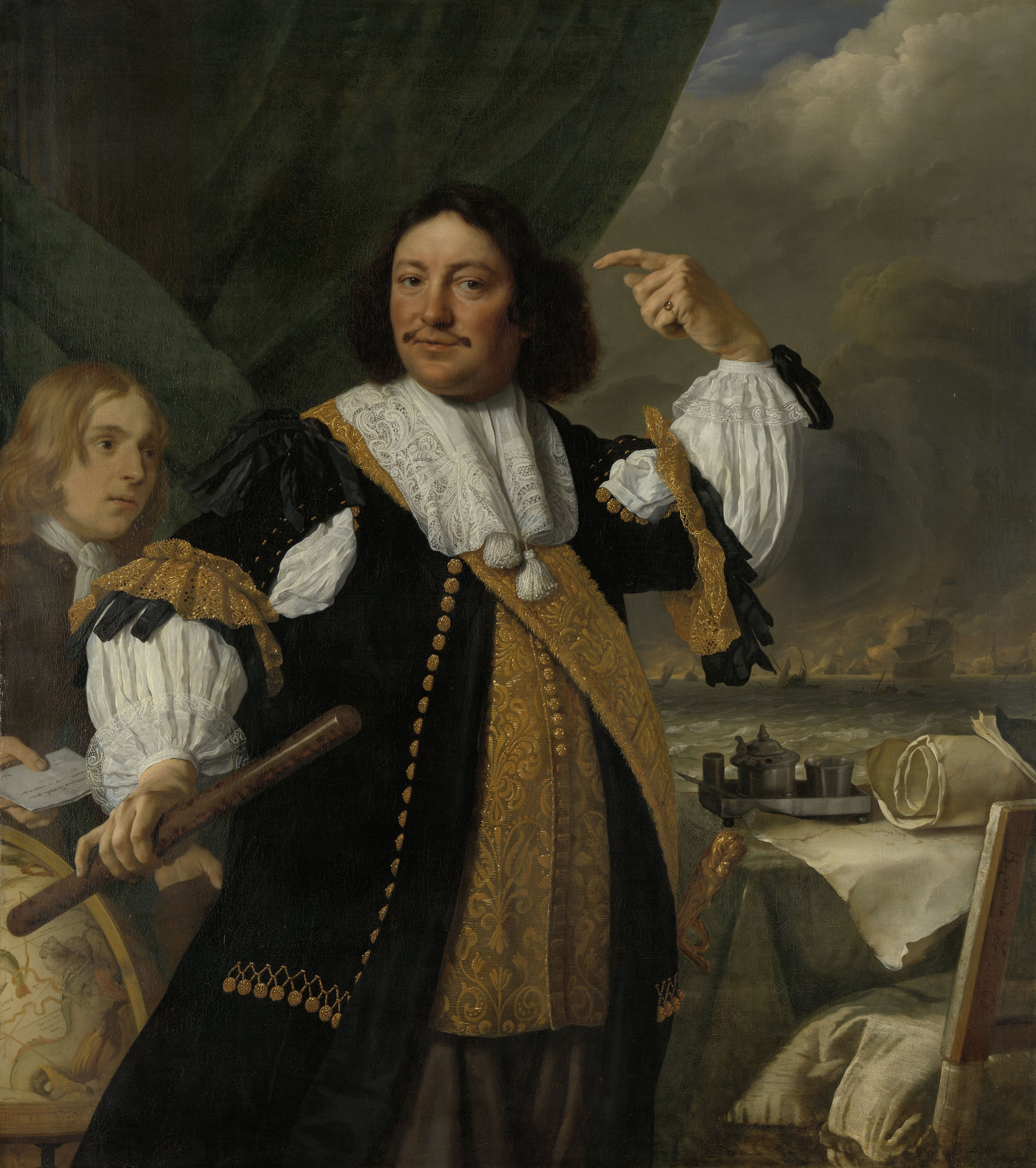
Luitenant-admiraal Aert van Nes (1626–93)
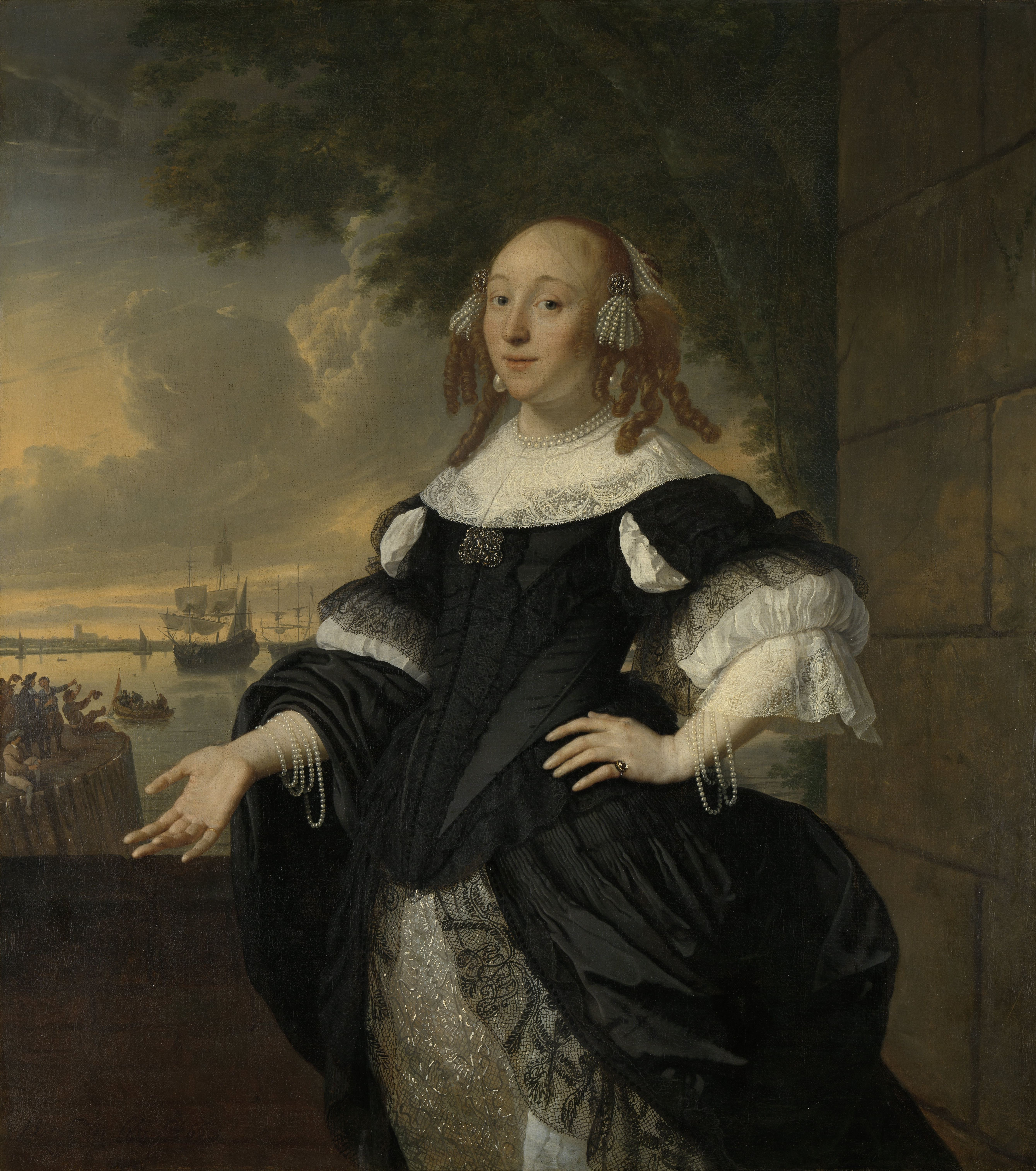
Geertruida den Dubbelde, echtgenote van luitenant-admiraal Aert van Nes
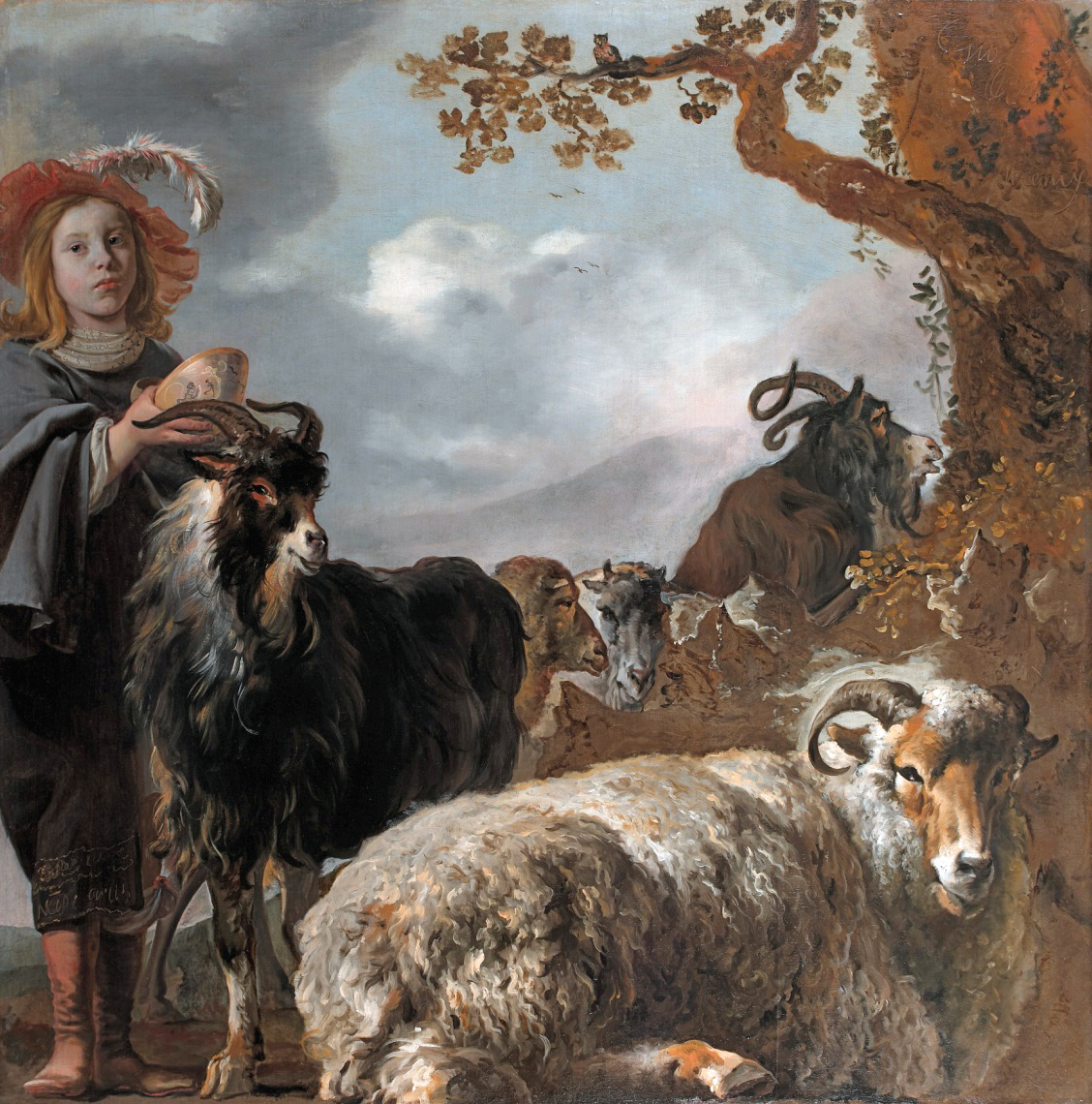
Herdersjongen met schapen en geiten, samen met Jan Baptist Weenix
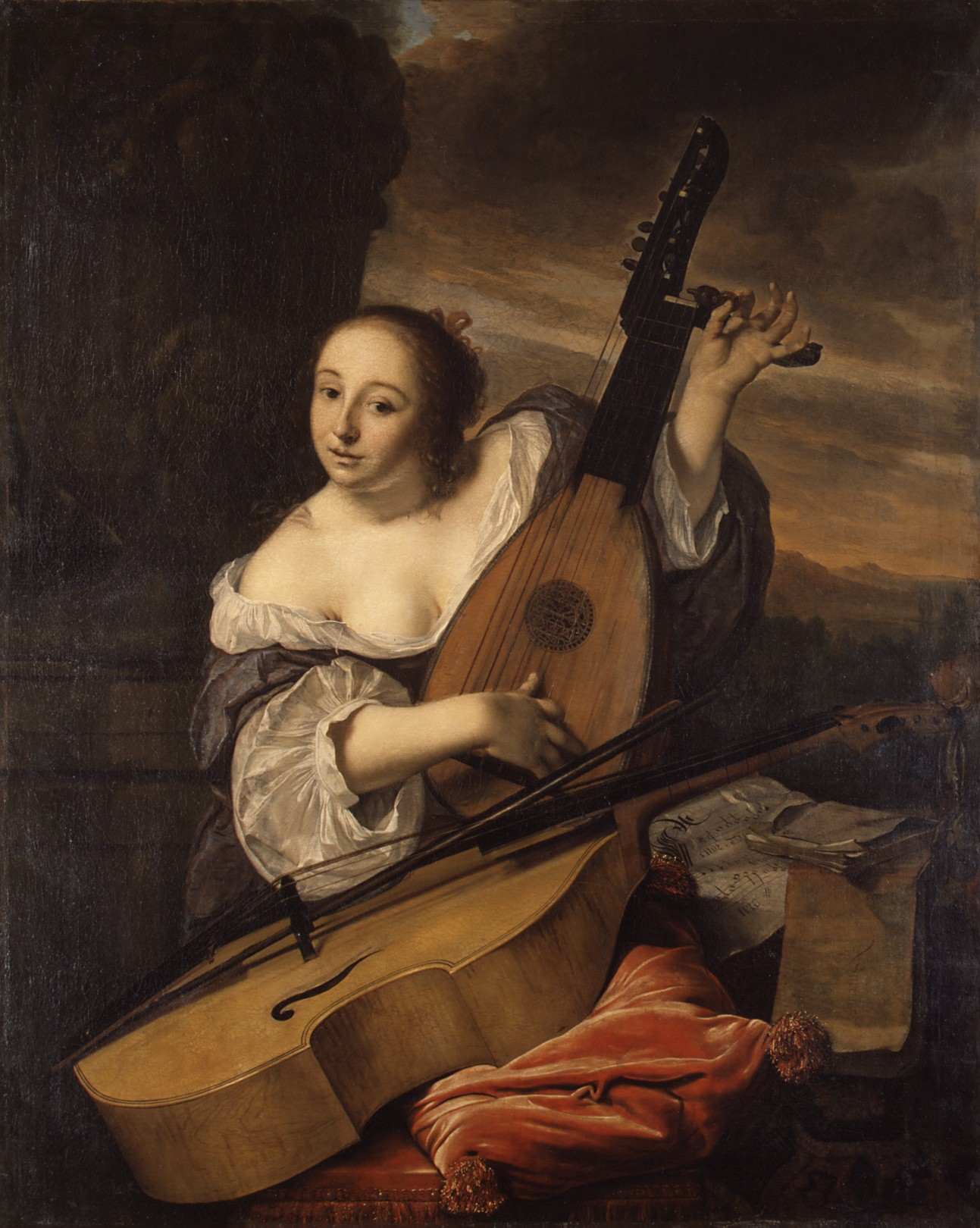
De muzikante
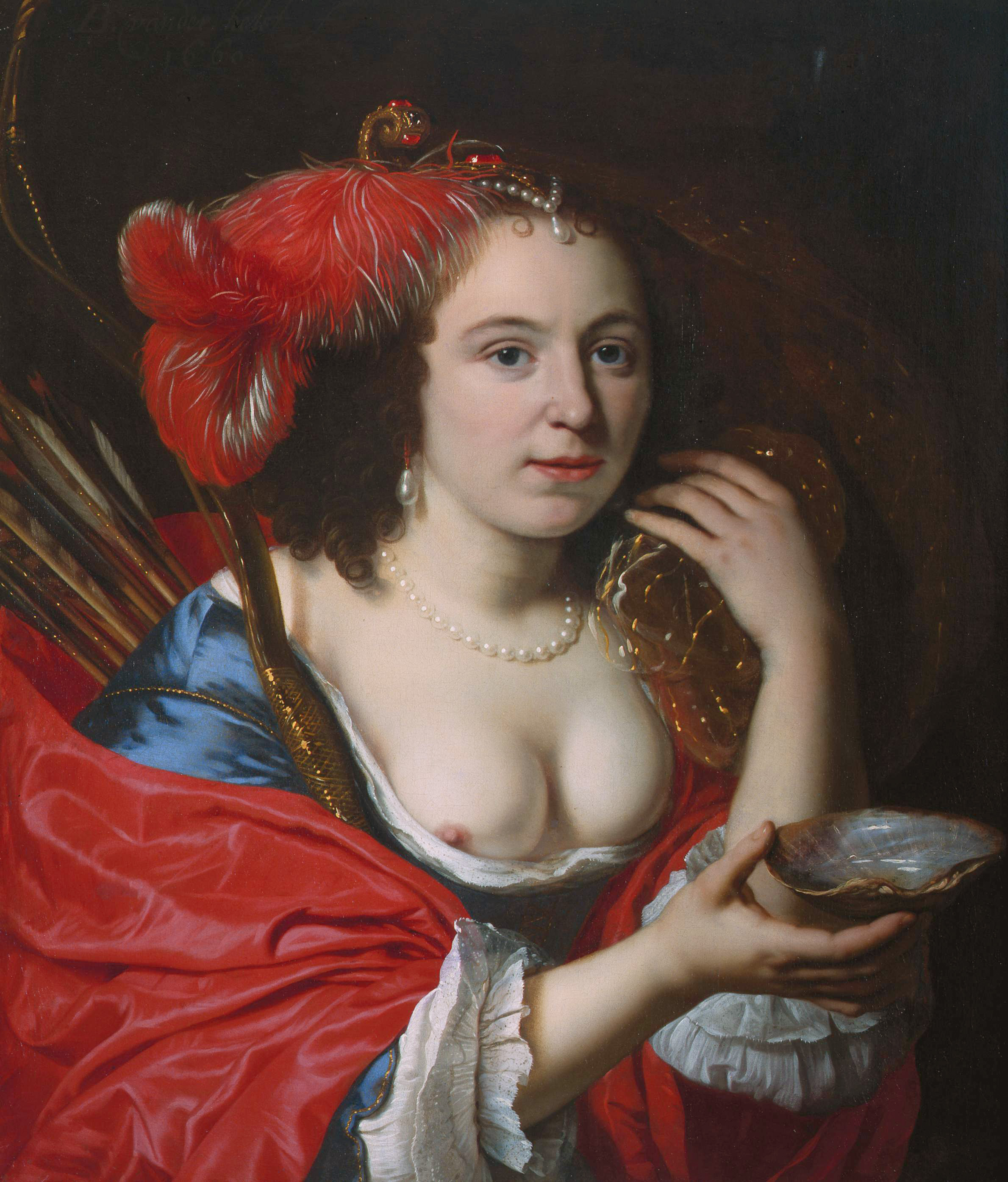
Echtgenote Anna du Pire als Granida
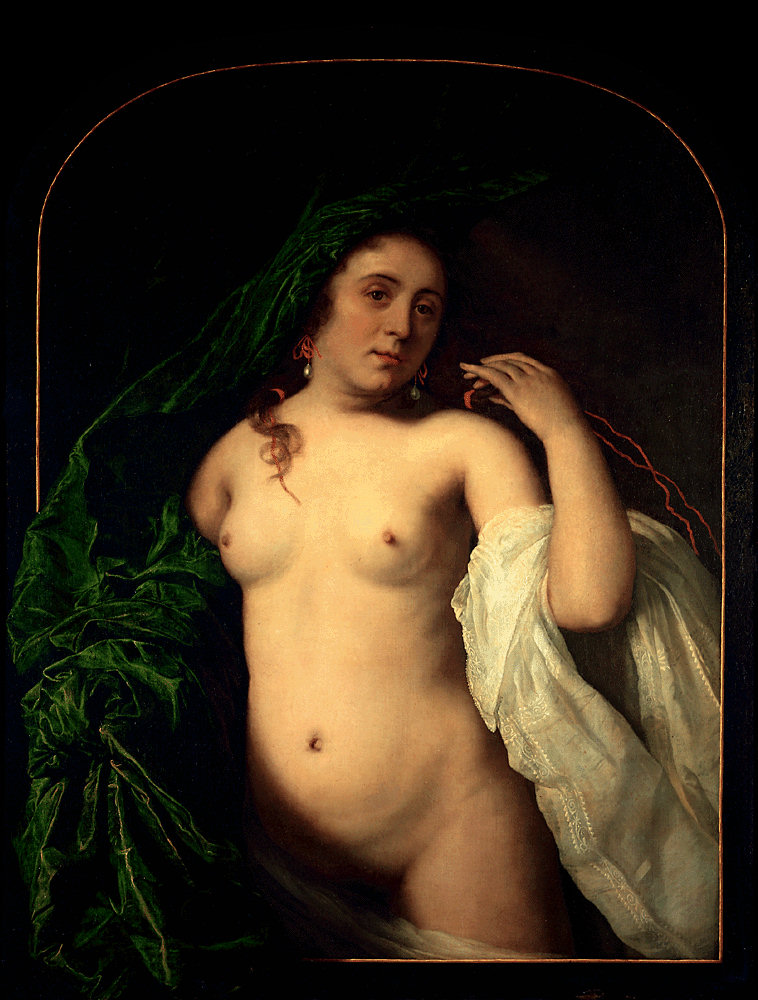
Jonge ontsluierde vrouw heft een gordijn op
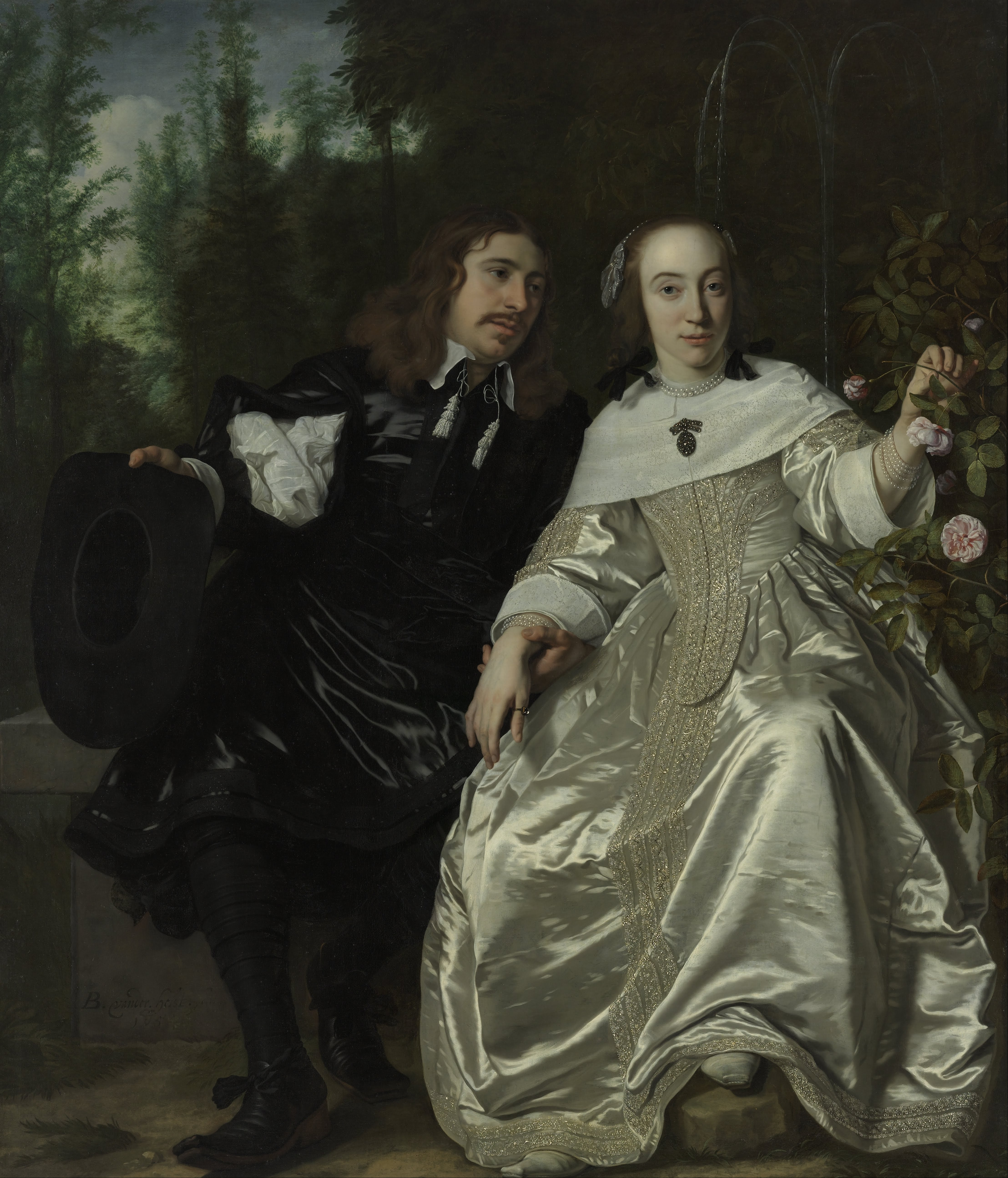
Abraham del Court en zijn vrouw Maria de Kaersgieter (1654)

| |  | |
| Van der Helst schilderde rond 1665 zijn voormalige buurman Jan J. Hinlopen, met zijn tweede echtgenote Lucia Wybrants, particulier bezit. |  | De overlieden van de Amsterdamse handboogschutters: Frans Banning Cocq (?), Jan van de Poll, Jan Willemsz. Blaeu, en Albert Dircksz. Pater uiterst rechts, bestemd voor de Handboogdoelen (Amsterdam) (1653). |

- Biblioteca Nacional de España: XX1727460
- Bibliothèque nationale de France: cb149609182 (data)
- Biografisch Portaal: 27680368
- Digitale Bibliotheek voor de Nederlandse Letteren: hels010
- Gemeinsame Normdatei: 128868929
- International Standard Name Identifier: 0000 0000 6634 0412
- KulturNav: 12766fe8-00bd-4562-af8c-5b8e348d8983
- Library of Congress Control Number: no00030128
- Nederlandse Thesaurus van Auteursnamen: 100707467
- RKD-Nederlands Instituut voor Kunstgeschiedenis: 37307
- Système universitaire de documentation: 161735231
- Union List of Artist Names: 500115795
- Virtual International Authority File: 5995918
- WorldCat: E39PBJdGJHJQ4Ptqvx6thgDcyd